# جزایر شلونسکی
جزایر شلونسکی (روسی: Шелонские острова) گروهی از جزیره‌ها در شمال استان یاقوتستان کشور روسیه است.